# ينس ماير
ينس ماير (بالألمانية: Jens Meyer)‏ هو سياسي ألماني، ولد في 3 فبراير 1971 في بيلفلد في ألمانيا. حزبياً، نشط في الحزب الديمقراطي الحر. وقد انتخب عضو البرلمان هامبورغ (2 مارس 2015 – ) وانتخب عضو برلمان هامبورغ ‏.